# Cantar de la campana de Huesca

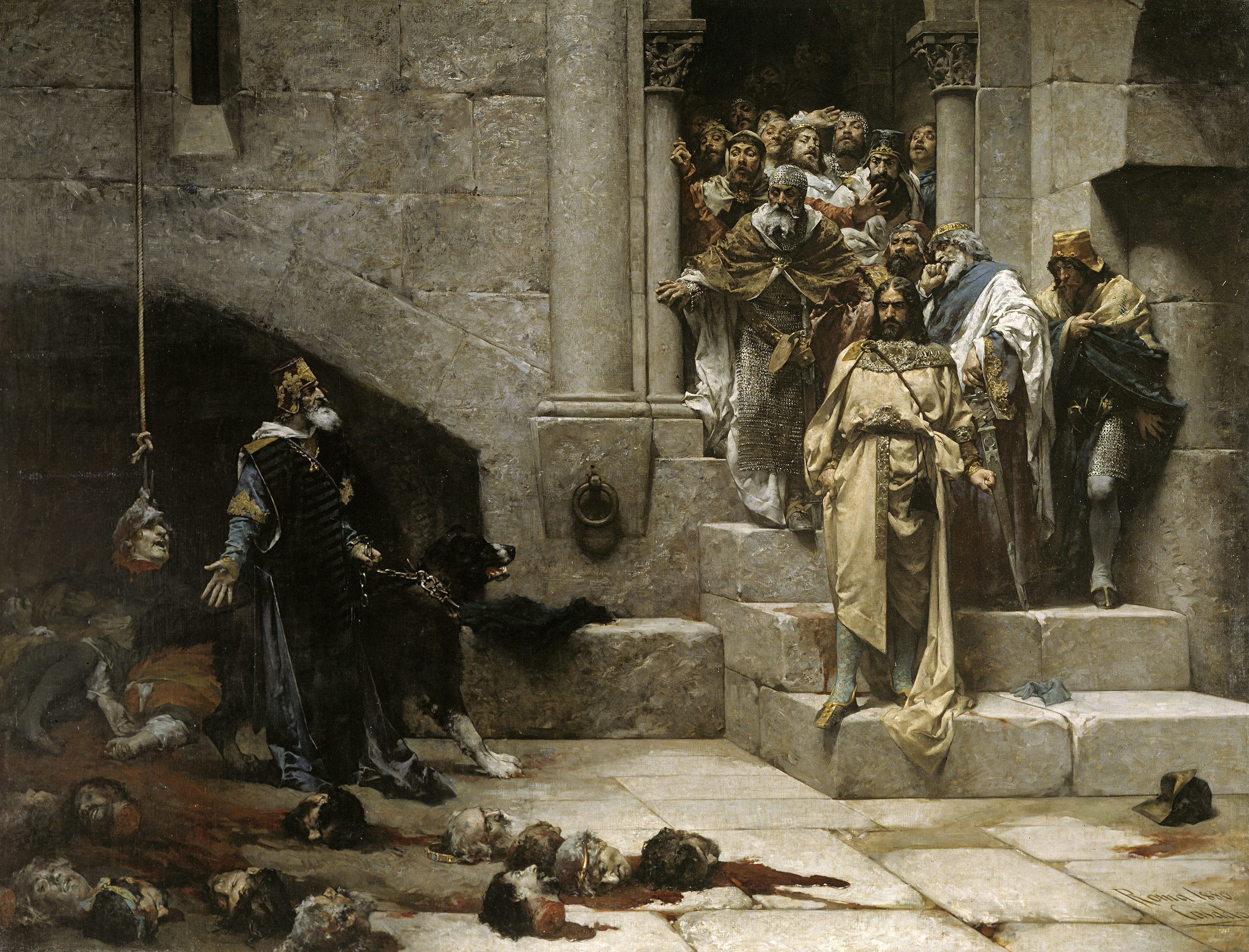
La cloche de Huesca par José Casado del Alisal, 1874 (mairie de Huesca).

Le Cantar de la campana de Huesca (Chanson de la cloche de Huesca) est une chanson de geste née dans le royaume d'Aragon reconstituée à partir de la version en prose contenue dans la Chronique de San Juan de la Peña. Le poème épique raconte la décapitation des nobles aragonais déclarés rebelles au roi Ramire II d'Aragon et elle recueille la légende de la Cloche de Huesca.

## Historique
Elle a été composée par un auteur anonyme, clerc de la comarque de Huesca ou de la zone des Pyrénées selon Antonio Ubieto Arteta. Elle reprendrait des traditions orales qui reflètent les évènements historiques qu'a du affronter le roi Ramire le moine entre l'automne 1135 et le printemps 1136. Elle daterait du début du XIIIe siècle. Ubieto a reconstitué dans son article de 1951 plusieurs vers de cette ancienne chanson de geste. Manuel Alvar en a ajouté quelques autres plus tard. Enfin, en 1981, Ubieto a complété le texte avec une version d'un texte arabe.
Manuel Alvar considère que sa première rédaction daterait du milieu du XIIe siècle, tout près des faits et, par conséquent, d'une grande valeur historique. Une preuve de cela serait la perte de la vocale finale. Un siècle après, l'œuvre se transforme en un poème oral ayant un caractère de chronique historique. C'est pour cette raison qu'il a mérité d'être incorporé dans les matériaux qu'a utilisés la Chronique de San Juan de la Peña.

## Sources
- (es) Cet article est partiellement ou en totalité issu de l’article de Wikipédia en espagnol intitulé « Cantar de la campana de Huesca » (voir la liste des auteurs).